# Ústí nad Labem hlavní nádraží
Ústí nad Labem hlavní nádraží – stacja kolejowa w Uściu nad Łabą, w kraju usteckim, w Czechach przy ulicy U Nádraží 965/6. Jest ważnym węzłem kolejowym i jednym z największych dworców kolejowych w kraju. Znajduje się na wysokości 145 m n.p.m.. 

## Linie kolejowe
- 090: Kralupy nad Vltavou – Ústí nad Labem – Děčín
- 130: Ústí nad Labem – Chomutov
- 131: Ústí nad Labem – Bílina